# Teater i Japan
Teater i Japan grundar sig på olika former av traditionell japansk teater och, från 1900-talet och framåt, även på västerländska traditioner.
Det finns fyra framträdande former av traditionell japansk teater som är väl kända världen över: Nō, Kyōgen, Kabuki och en form av dockteater, Bunraku. Sarugaku är en äldre form med kinesiska rötter som delvis influerat de övriga.
I början av 190-talet utvecklades teaterformen Shingeki, vilket var en experimentell form influerad av västerländsk teater, och som använde sig av naturalistiskt skådespeleri och samtida teman i kontrast till de stiliserade traditionella formerna av japanska teater.